# GEBCO
Hải Đồ Độ Sâu Tổng Quát của Các Đại Dương (:GEBCO) là một địa chỉ cung cấp miễn phí bản đồ độ sâu của các đại dương trên toàn thế giới. Dự án đã được hình thành với mục tiêu ban đầu là nhằm xây dựng một tập các bản đồ biển toàn cầu thể hiện hình dạng tổng quát của đáy đại dương. Qua thời gian dài, GEBCO đã trở thành một bản đồ tham khảo về độ sâu của các đại dương trên toàn thế giới dành cho các nhà khoa học và những người khác có quan tâm.

## Tổ chức
GEBCO hoạt động dưới sự bảo trợ chung của Ủy ban Hải dương học Liên chính phủ (Intergovernmental Oceanographic Commission - IOC) thuộc UNESCO và Tổ chức Thủy đạc quốc tế (International Hydrographic Organization - IHO). Các hoạt động của GEBCO được thực hiện bởi một nhóm các chuyên gia quốc tế về đo đạc biển trong việc xây dựng phát triển một loạt các bộ dữ liệu độ sâu và các sản phẩm liên quan đến dữ liệu độ sâu.

## Các bộ dữ liệu và sản phẩm

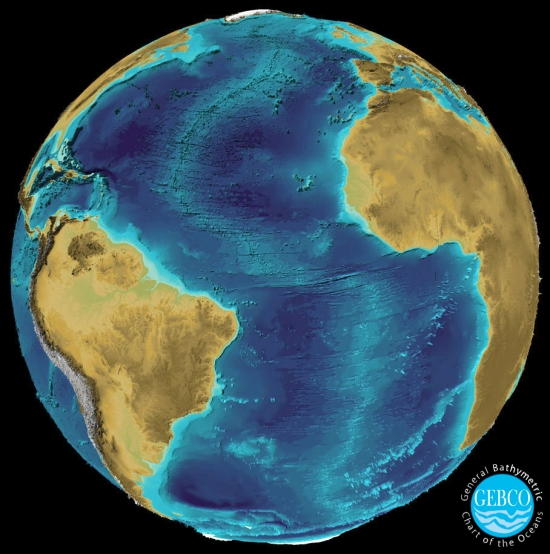
Đồ họa ba chiều về Đại Tây Dương

Mặc dù khi mới thành lập, GEBCO công bố bản đồ dưới dạng bản đồ giấy dùng các đường đẳng sâu để thể hiện độ sâu, ngày nay nhờ công nghệ số mà GEBCO có thể thu thập độ sâu của đại dương dưới dạng bản đồ số ở bất cứ đâu. GEBCO cung cấp một loạt các bộ dữ liệu độ sâu và các sản phẩm liên quan đến dữ liệu độ sâu, bao gồm:
- Các bộ dữ liệu lưới độ sâu toàn cầu:
  - Lưới dữ liệu GEBCO_08 - là một bộ dữ liệu lưới độ sâu toàn cầu với khoảng cách giữa các điểm là 30 giây cung kinh vĩ tuyến, được tạo ra bằng cách kết hợp giữa các điểm độ sâu được đo bằng tàu chất lượng được đảm bảo với các điểm độ sâu xác định từ dữ liệu trọng lực ảnh vệ tinh.
  - Lưới dữ liệu GEBCO One Minute - là một bộ dữ liệu lưới độ sâu toàn cầu với khoảng cách giữa các điểm là 1 phút cung kinh vĩ tuyến, chủ yếu dựa trên cơ sở các bộ dữ liệu đường đẳng sâu trong bộ Atlas số của GEBCO (GEBCO Digital Atlas).

Các lưới dữ liệu độ sâu này có thể được tải về máy tính từ Trung tâm Dữ Liệu Hải Dương Học Anh (British Oceanographic Data Centre) với định dạng netCDF, kèm theo có cả phần mềm miễn phí để xem, truy cập dữ liệu ASCII và netCDF. Các lưới dữ liệu độ sâu này có thể được sử dụng với phần mềm GMT (Generic Mapping Tools).
- Bộ Atlas bản đồ số GEBCO (GEBCO Digital Atlas) bao gồm hai bộ đĩa CD chứa:
  - Lưới dữ liệu GEBCO One Minute
  - Bộ dữ liệu các đường đẳng sâu và đường bờ trên toàn cầu.
  - Bộ từ điển địa danh của các đối tượng nằm dưới đáy biển: là bộ từ điển số địa danh của các đối tượng nằm dưới đáy biển.
  - Phần mềm dùng để xem và truy cập dữ liệu.
- Bộ từ điển địa danh của các đối tượng nằm dưới đáy biển - là một bộ từ điển số về địa danh của các đối tượng dưới đáy biển được sử dụng trong các bản đồ và sản phẩm của dự án GEBCO và IBC (Bản đồ độ sâu quốc tế chia theo khu vực), và trên hải đồ quốc tế. Bộ từ điển địa danh này có thể được tài về máy tính từ Tổ chức thủy đạc quốc tế (IHO).
- Bản đồ thế giới GEBCO - là một bản đồ toàn cầu, có màu, bằng giấy về độ sâu của các đại dương trên toàn thế giới dựa trên bộ lưới dữ liệu độ sâu GEBCO One Minute. Bản đồ này có thể được tải về máy tính dưới dạng JPEG hoặc PDF.

## Lịch sử hình thành dự án
Bộ bản đồ biển GEBCO được khởi tạo năm 1903 bởi một nhóm các nhà địa lý và hải dương học, dưới sự dẫn dắt của Hoàng tử Albert I của Monaco. Vào thời điểm đó bùng nổ sự quan tâm về việc nghiên cứu về thế giới tự nhiên và nhóm các nhà khoa học này đã nhận ra tầm quan trọng của một bộ bản đồ mô tả hình dáng của đáy đại dương. Lịch sử 100 năm đầu của dự án được mô tả trong quyển sách 'The History of GEBCO 1903-2003' xuất bản bởi GITC năm 2003. Ngày nay, vai trò cả GEBCO trở lên ngày càng quan trọng trong, do có mối quan tâm ngày càng tăng về nghiên cứu biển nhằm khai thác và gìn giữ tài nguyên.
Từ năm 1903, năm phiên bản bản đồ giấy, bản đồ đường đẳng sâu bao phủ toàn bộ toàn trái đất đã được tạo ra. GEBCO hiện đang duy trì bản đồ dưới dạng số như bộ Atlas số của GEBCO.

## Đào tạo
Quỹ Nippon Foundation của Nhật Bản đã tài trợ cho GEBCO để đào tạo ra một thế hệ các nhà khoa học và chuyên gia thủy đạc làm việc liên quan đến bản đồ độ sâu của đại dương. Khóa học kéo dài 12 tháng, hướng đến một chứng chỉ sau đại học về độ sâu đại dương (PCOB), khóa học này đã được tổ chức ở trường Đại học New Hampshire, Hoa Kỳ từ năm 2004. Cho đến nay hơn 60 học giả đến từ 31 quốc gia đã hoàn thành khóa học và đang tham gia hỗ trợ các chương trình của GEBCO.